# Лечолоньяне, Ренейлве
Рене́йлве Лечолонья́не (зулу Reneilwe Letsholonyane; 9 июня 1982, Соуэто, ЮАР) — южноафриканский футболист, игравший на позиции центрального полузащитника. Выступал за сборную ЮАР.

## Биография
Талант игрока раскрылся в средней школе Морриса Исааксона и юниорской команде «Джомо Космос». Родители не одобряли выбор сына, но купили ему первые бутсы фирмы Puma.
Его брат, Рубен, также профессиональный футболист. Его отец, Эндрю, умер 16 февраля 2015 года, в возрасте 59 лет.

### Клубная карьера
Лечолоньяне играл в клубах из низших лиг до прихода «Джомо Космос» в 2006 году. Через два года он перешёл в «Кайзер Чифс», который возглавлял Мусхин Эртуграл, и был игроком основы, несмотря на регулярные травмы. 30 августа 2008 года состоялся дебют в матче против «Танда Ройял Зулу». В том матче он также был близок к дебютному голу: мощным ударом из-за пределов штрафной попал в перекладину. В финале Кубка Восьми того же года против «Мамелоди Сандаунз» Лечолоньяне забил победный гол в серии послематчевых пенальти и помог клубу в 14 раз стать его обладателем. После финала он впервые был вызван в сборную. Большую часть сезона 2011/12 пропустил из-за травмы, полученной на сборе национальной сборной, и смог принять только в 13 матчах «вождей». В следующем сезоне сыграл в 26 матчах, забив 3 гола, и помог клубу оформить золотой дубль. В середине сезона 2013/14 в матче против «Голден Эрроуз» получил внутренний перелом ноги и был заменён Джостой Дладла. Он смог вернуться на поле только в последнем матче сезона против «АмаЗулу» 22 декабря 2013 года. 3 августа 2014 года он забил на второй минуте в матче четвертьфинала Кубка Восьми против «Мпумаланга Блэк Эйсиз» и был признан игроком матча. В том же розыгрыше Лечолоньяне забил гол в ответном матче полуфинала против «Платинум Старс» и вновь был признан игроком матча.

### Карьера в сборной
Дебют за национальную сборную ЮАР состоялся в сентябре 2008 года в матче против сборной Мали. Был включен в составы сборной на домашний Чемпионат мира и Кубков африканских наций в 2013 и 2015 годах. 15 ноября 2014 года провёл свой 50-й матч за сборную против Судана в квалификации на Кубок африканских наций 2015.

#### Голы
| № | Дата           | Место              | Соперник  | Счёт  | Итог  | Соревнование      |
| - | -------------- | ------------------ | --------- | ----- | ----- | ----------------- |
| 1 | 31 мая 2010    | Полокване, ЮАР     | Гватемала | 2 : 0 | 5 : 0 | Товарищеский матч |
| 2 | 15 ноября 2013 | Лобамба, Свазиленд | Свазиленд | 1 : 0 | 3 : 0 | Товарищеский матч |

## Достижения
- Чемпион ЮАР: 2012/13, 2014/15
- Обладатель Кубка ЮАР: 2013
- Обладатель Кубка Восьми: 2008, 2014
- Обладатель Кубка Лиги ЮАР: 2009, 2010